# Château de Frauenbühl
Le château de Frauenbühl, souvent appelé château de Winhöring, est un petit château de style baroque situé à Winhöring, en Bavière. Propriété de la maison de Toerring depuis 1567, le château est inscrit sur la liste des monuments de Bavière[réf. nécessaire] .
Le cimetière attenant à la chapelle du château abrite la nécropole familiale des Toerring-Jettenbach.